# Хань Їн
Хань Їн (кит.: 韩莹, нар. 29 квітня 1983) — китайська та німецька настільна тенісистка, срібна призерка Олімпійських ігор 2016 року.

## Виступи на Олімпіадах
| Олімпіада           | Дисципліна       | Місце |
| ------------------- | ---------------- | ----- |
| Ріо-де-Жанейро 2016 | одиночний розряд | 5     |
| Ріо-де-Жанейро 2016 | командний розряд | 2     |

## Зовнішні посилання
- Хань Їн — олімпійська статистика на сайті Sports-Reference.com (англ.) (архівна версія)